# السلة المتسخة
السلة المتسخة (بالتركية: Kirli Sepeti) أو كما يُعرف بـ أسرار البيوت، هو مسلسل تلفزيوني درامي تركي من إنتاج شركة Medyapım، بثت الحلقة الأولى منه في 24 سبتمبر 2023، من إخراج إيجي إرديك كوتش أوغلو ، وتأليف ميرفي جيرجين أيتكين، ونرمين يلدريم، ونيل جوليش أونسال وأوزليم إنجي حكيم أوغلو. الأدوار الرئيسية للمسلسل هي عائشة بينجول، وسيرين موراي وكانسو توسون. المسلسل يتكون من موسمين، عرضت الحلقة الأخيرة في 3 نوفمبر 2024.

## روابط خارجية
- السلة المتسخة على موقع IMDb (الإنجليزية)
- السلة المتسخة على موقع قاعدة بيانات الأفلام العربية
- السلة المتسخة على موقع قاعدة بيانات الفيلم (الإنجليزية)